# 補習天后 (電視劇)
《補習天后》（英語：Tutor Queen）是香港有線電視娛樂台首套自資拍攝製作的時裝處境喜劇，全劇共28集，監製鄭偉文。

## 劇情簡介
補習天王Morris與妻子Pion當初情深攜手開創「A Hunter補習社」，桃李滿門譽滿本港補習界。但隨名成利就之後，雙方漸因意見不合而經常吵架，Morris爲振夫綱決心報復，先向好友史Sir收購補習社，再以千萬年薪力邀一衆明星級補習天王天后-Suki、Water、Gian、Sammy及Siu Yee等加盟，另起爐灶創建「Ten A補習社」並引來過萬學生報讀，誓要打響名堂跟Pion拚過死去活來......

## 演員表
| 演員   | 角色               | 簡要介紹                                            |
| 葛民輝 | 葛禮時，（Morris） | 杜比安前夫，Ten-A 補習社東主，前A-Hunter 補習社東主 |
| 余安安 | 杜比安，（Pion）   | A-Hunter 補習社東主                                 |
| 林穎彤 | 葛洛施             | 葛禮時、杜比安女兒，Agnes之朋友                     |
| 張耀揚 | 林懷志（Water）    | Ten-A補習社同事，前情侶                             |
| 葉璇   | 陳可可（Suki）     | Ten-A補習社同事，前情侶                             |
| 陳雅倫 | Gian 蔡            | Ten-A補習社同事                                     |
| 梁思浩 | 歐森               | Ten-A補習社同事                                     |
| 董敏莉 | 陸小魚             | Ten-A補習社同事                                     |
| 吳天瑜 | Agnes              | Ten-A補習社同事                                     |
| 羅鈞滿 | 龍朱               |                                                     |
| 衛志豪 | 衛 Murphy          |                                                     |
| 黃美棋 | 補習社學生         |                                                     |